# 後樂園
後樂園（日语：／）位於日本岡山縣岡山市北區的日本庭園(大名庭園)，是日本三名園之一
，總面積133,000m²。建於1700年。

## 概要
後樂園是岡山藩主池田綱政任職岡山郡代官時，任命津田永忠所建造，1687年（貞享4年）開始建造於1700年（元禄13年）完工。後樂園與岡山城相隔了旭川。
此園林最初被稱為後園或御後園，後來於1871年以范仲淹《岳陽樓記》中的「先天下之憂而憂，後天下之樂而樂」而改稱「後樂園」。

## 园内主要建筑
- 慈眼堂
- 御野島
- 中之島
- 流店
- 唯心山
- 地蔵堂
- 茂松庵
- 大立石
- 栄唱橋

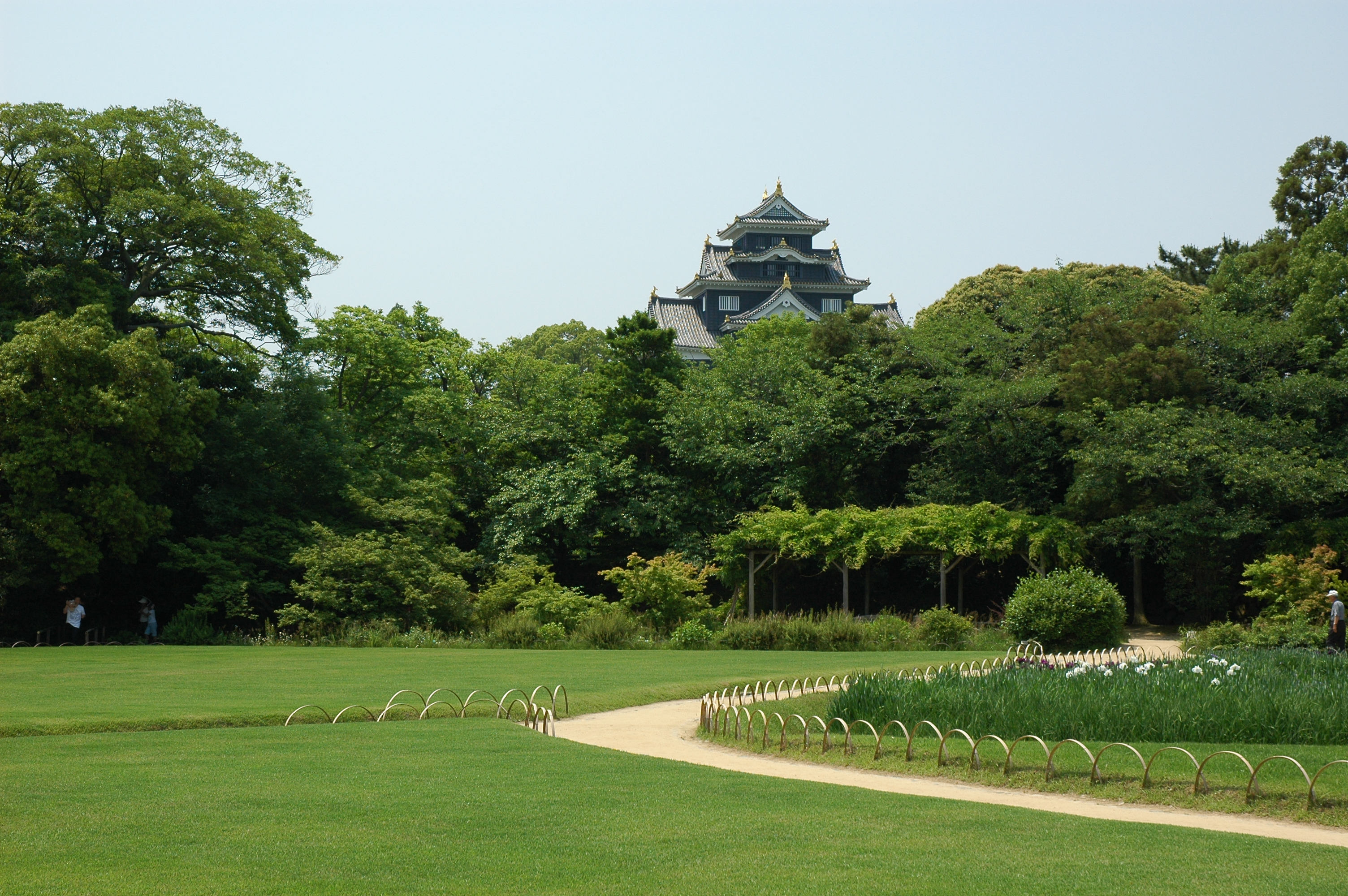
從後樂園眺望岡山城
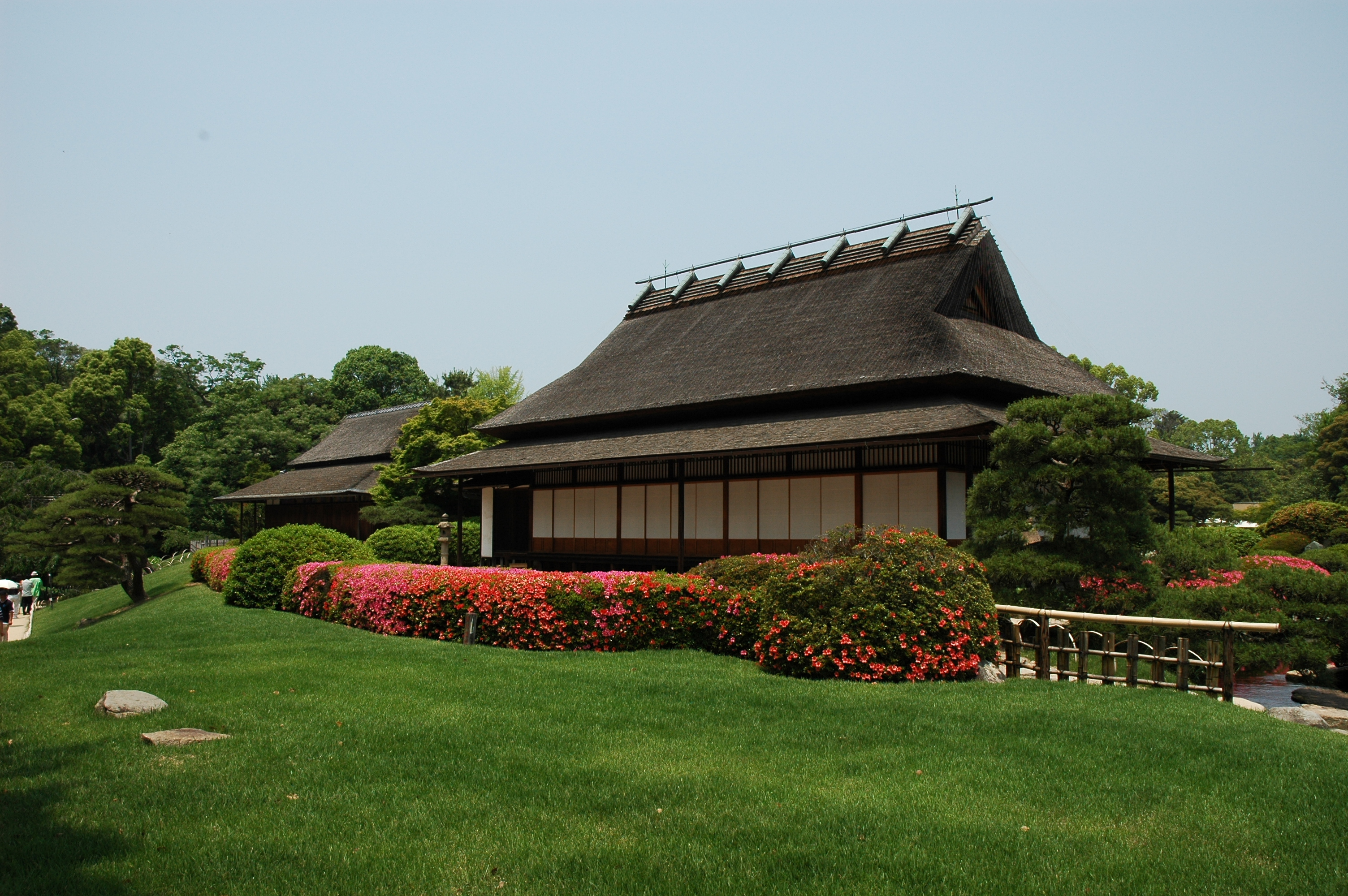
延養亭
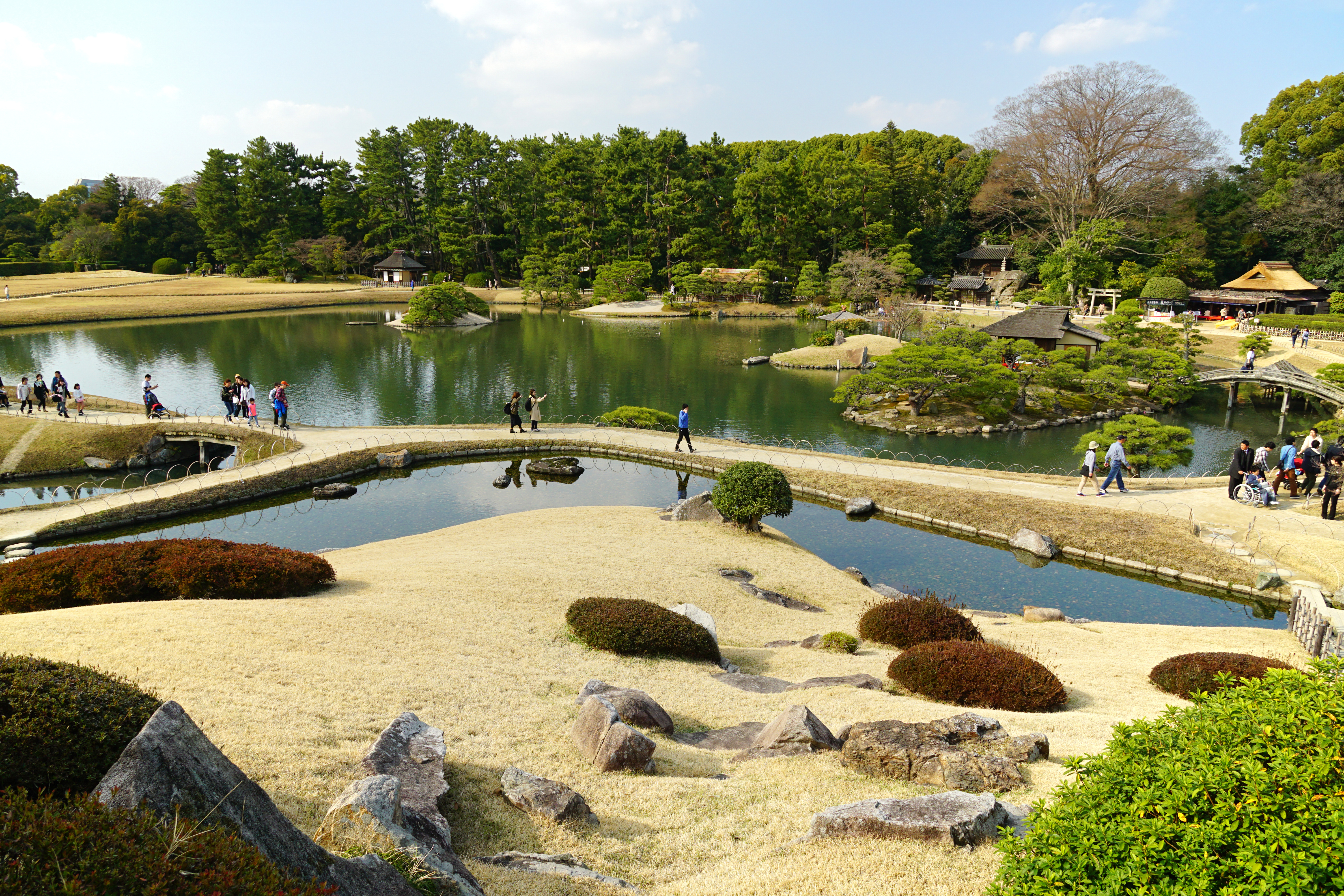
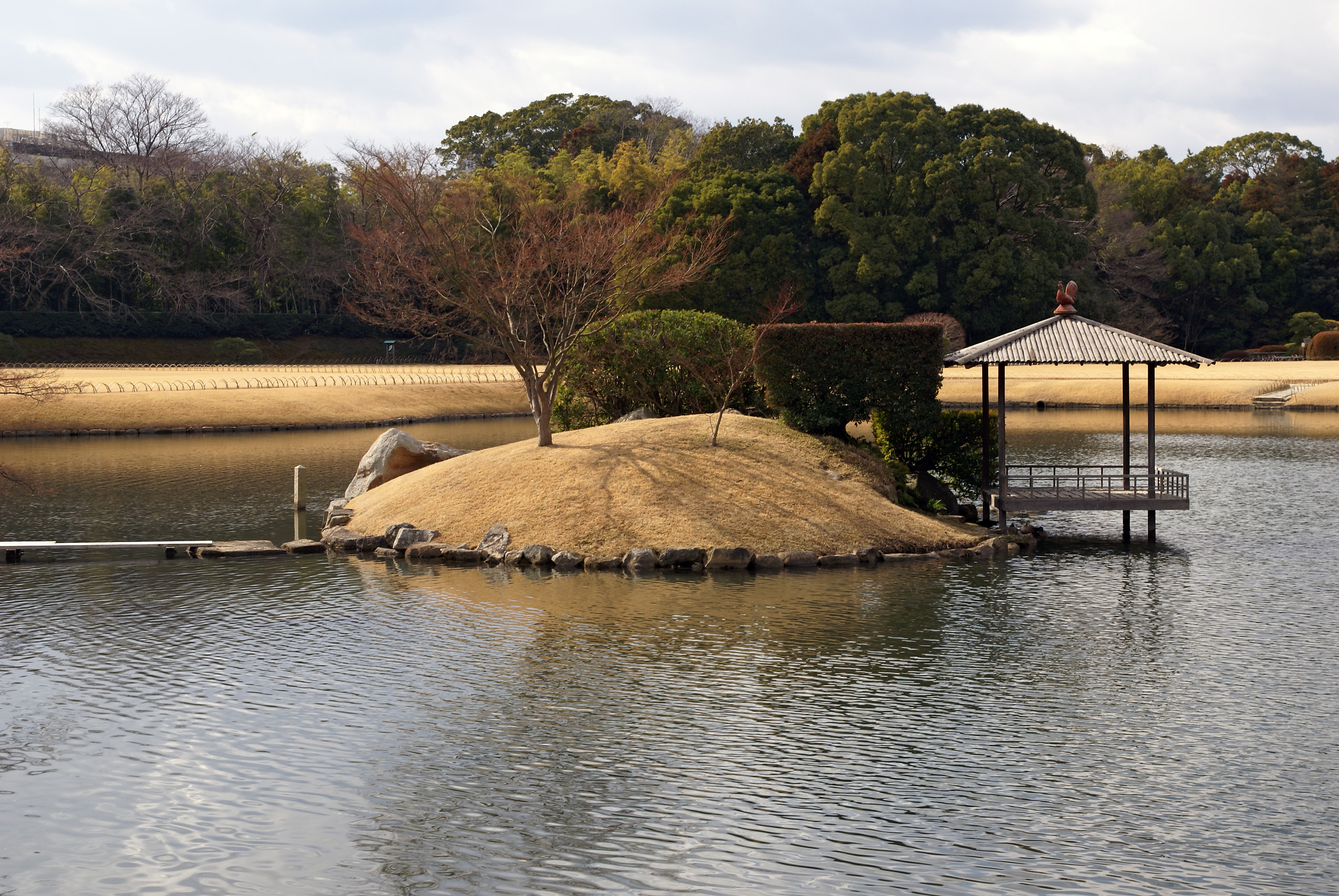
鶴鳴館

- 從後樂園眺望岡山城
- 延養亭
- 御野島

## 外部連結
- 岡山後楽園 （页面存档备份，存于）

1. ↑  後楽園史編纂委員会編、『岡山後楽園史』、岡山県郷土文化財団刊、2001年